# Catedral de San Nicolás (Bielsko-Biała)
La Catedral de San Nicolás o simplemente Catedral de Bielsko-Biała (en polaco: Kościół katedralny św. Mikołaja) es la principal iglesia católica de la ciudad de Bielsko-Biala, en el Voivodato de Silesia, Polonia.
Esta a un lado de la plaza del mercado (Rynek). Originalmente fundada entre 1443 y 1447, fue casi completamente reconstruida a principios del siglo XX de acuerdo con un diseño del arquitecto vienés Leopold Bauer. Otro de los artistas de Viena, Rudolf Harflinger, diseñó las vidrieras. La ciudad estaba en aquel momento bajo el control del Imperio Austro-húngaro.
En 1992, la iglesia se convirtió en la catedral de la diócesis de Bielsko-Żywiec de nueva creación.
La torre se eleva 61 metros sobre la ciudad y es un punto de referencia para el área circundante.

## Véase también

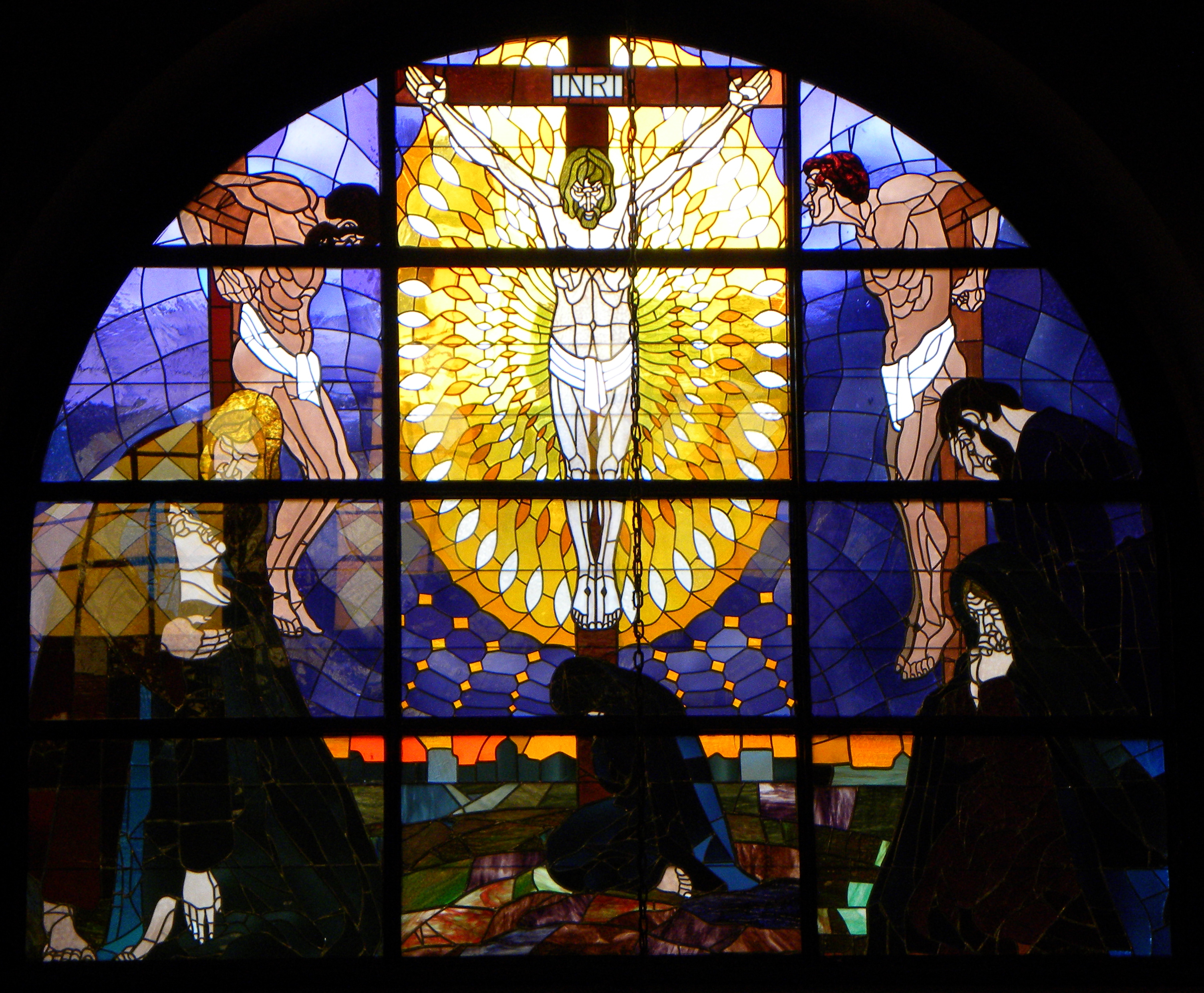
Vista de uno de los vitrales